# All Sports Team Hannover
Das All Sports Team Hannover ist eine Drachenbootmannschaft des Hannoverschen Kanu-Club v. 1921 e.V.

## Geschichte
Das Team wurde im Jahre 2000 während der Drachenbootregatta zu Pfingsten in Hannover von Denis Starke gegründet. Der Name des Teams begründet sich in der Vielfältigkeit der Sportler, die zu Anfang den Mannschaftskern bildeten, denn die Ursprungsbesatzung wurde aus Sportlern des Vereins zur Förderung des Spitzensports ausgewählt. Dieser Verein unterstützt Hannovers Top-Sportler der verschiedensten Sportarten. Zur Förderung des Gemeinschaftssinns stellte der Verein regelmäßig ein Fun-Team auf der Pfingstregatta in Hannover. Nach wiederholten Siegen in dieser Klasse entschlossen sich einige Sportler, diesen Sport ernsthaft zu betreiben und dem HKC beizutreten. So saßen zu Anfang Handballer, Judoka, Rugbyspieler, Wasserballer, Tänzer, Dartspieler, Schwimmer und auch Paddler im Boot des All Sports Teams. Der Ehrgeiz, die sportliche Begabung der Quereinsteiger und das Wissen und der Einsatz der Kanu-Leistungssportler war die Basis für den Erfolg des All Sports Teams. Das Trainingsgewässer ist der Maschsee.

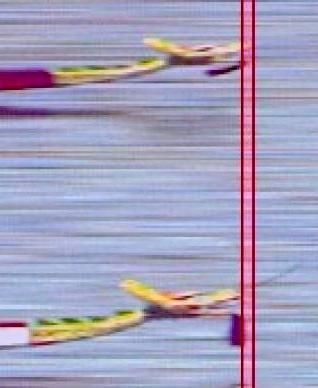
Zielfoto DM 2007, weniger als eine Hundertstelsekunde Vorsprung

Das All Sports Team war maßgeblich an der technischen Entwicklung des Drachenbootsports in Deutschland beteiligt, da es den Hybrid Exit, eine spezielle Aushubbewegung des Paddels ausführt.

## Repräsentant des Landes Niedersachsen
Der prominenteste Paddler des All Sports Teams, anlässlich der 10-Jahr-Feier im Dezember 2010 sogar zum Ehrenmitglied ernannt, war der ehemalige niedersächsische Innenminister Uwe Schünemann. Er nahm mehrmals am 2007 geschaffenen Einheitscup zum Tag der Deutschen Einheit aktiv teil.
Das All Sports Team vertritt das Land Niedersachsen und konnte den Cup bereits dreimal gewinnen.

## Erfolge
Alle Erfolge wurden in der Senior- (ICF/DKV) bzw. Premier- (IDBF/DDV) Klasse erzielt, außer 2 Titel 2013 in Duisburg
| Medaillenspiegel             |      |      |      |
| Nationalteam WM/WG-Medaillen | 1 ×  | 3 ×  | 6 ×  |
| Nationalteam EM-Medaillen    | 1 ×  | 1 ×  | 1 ×  |
| Club-Crew WM-Medaillen       | 4 ×  | 10 × | 4 ×  |
| Club-Crew EM-Medaillen       | 10 × | 4 ×  | 2 ×  |
| DM-Medaillen                 | 70 × | 40 × | 25 × |

TOTAL: 182 Medaillen
2025
- 11. Gemeinsame Deutsche Meisterschaft DDV/DKV in Halle: 3. Platz 2000 m Premier Mix.[4]

2024 – keine Medaillen
2023 – keine Medaillen
2022
- 9. Gemeinsame Deutsche Meisterschaft DDV/DKV in München: 1 × Bronze (Smallboat Open 2000 m)

2121
- Der „Sportbuzzer Hannover“ nominiert das All Sports Team bei der Wahl zu Legenden des Jahrzehnts, und das All Sports Team wird auf den 3. Platz gewählt.
- Deutsche Meisterschaft DDV in Brandenburg: 3. Platz 2000 m Premier Open Smallboat.

2020 – keine Medaillen
2019 – keine Medaillen
2018
- Deutsche Indoor-Meisterschaft in Minden: 1 × Gold, Deutscher Meister Mixed
- 8. Gemeinsame Deutsche Meisterschaft in München: 1 × Bronze (Mixed 500 m)[5]
- 7. Gemeinsame Deutsche Smallboat Meisterschaft in Schwerin: 2 × Bronze (200 m Mixed und Open)

2017
- 6. Gemeinsame Deutsche Meisterschaft in Brandenburg: 2 × Silber (Mixed 200 m, Smallboat Mixed 200 m), 1 × Bronze (Smallboat Damen 200 m)

2016
- Deutsche Langstrecken-Meisterschaft in Saarbrücken: 1 × Bronze (Mixed 12,6 km)
- Gemeinsame Deutsche Small Boat Meisterschaft in Schwerin: 6 × Gold (Mixed 200 m, 500 m, Damen 200 m, 500 m, 2000 m, Open 200 m)
- 5. Gemeinsame Deutsche Standardboot Meisterschaft in Berlin/Gruenau: 2 × Gold (Mixed 200 m, 2000 m), 2 × Silber (Damen 200 m, 500 m), 1 × Bronze (Mixed 500 m)

2015

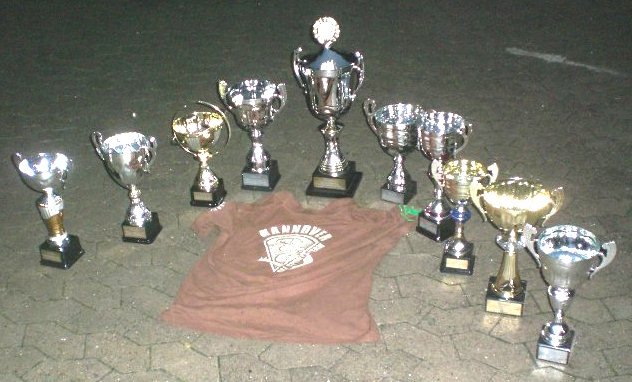
Gewonnene Pokale auf der DM 2011 in Brandenburg, inkl. Pokal für bestes Team der DM

- 4. Gemeinsame Deutsche Meisterschaft (DKV/DDV) in Brandenburg: 4 × Deutscher Premium Meister (Mixed 500 m, Mixed Small Boat 200 m, Damen Small Boat 200 m, Open Small Boat 200 m), 4 × Silber (Damen Small Boat 500 m, Mixed 200 m, 2000 m, Mixed Small Boat 500 m), 4 × Bronze (Open 200 m, 500 m, 2000 m, Open Small Boat 500 m)
- Deutsche Langstrecken-Meisterschaft in Zeulenroda-Triebes: 5. Platz (Mixed 11 km)
- Deutsche Indoor-Meisterschaft in Minden: 1 × Gold, Deutscher Meister Mixed

2014

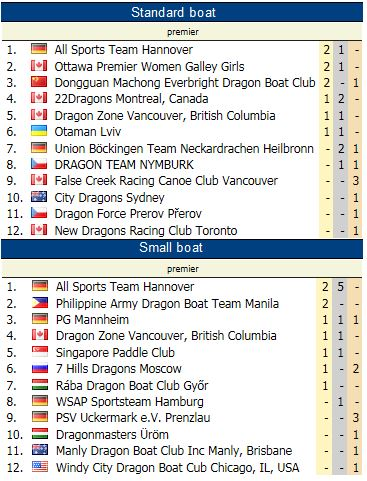
Premier Medaillenspiegel 9.CCWM in Ravenna

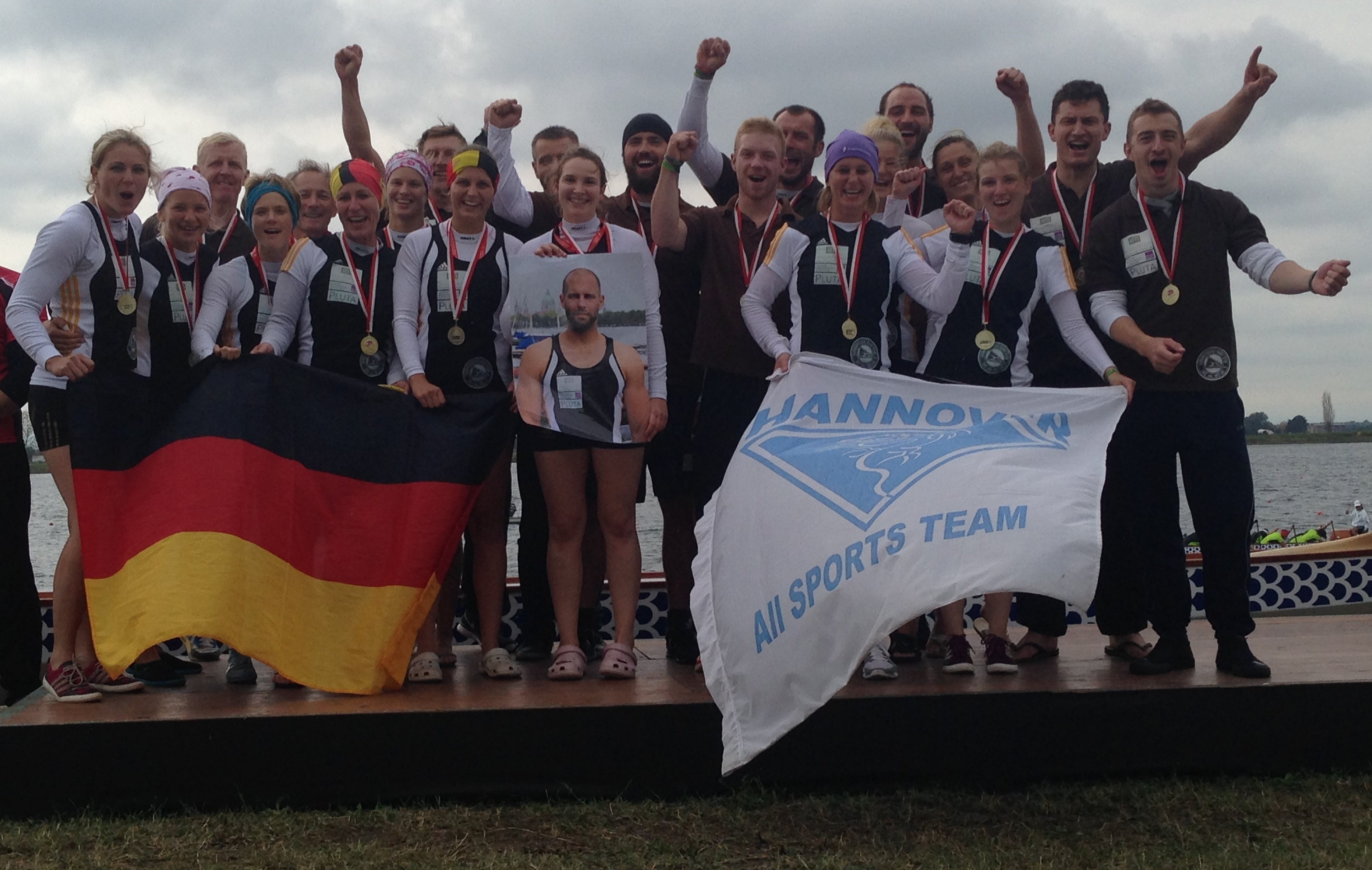
Siegerehrung Mixed 2000 m in Ravenna

- 9. IDBF Club-Crew Weltmeisterschaft in Ravenna/Italien: 4 × Gold (Mixed 2000 m, 500 m, Mixed 200 m Small Boat, Damen 500 m Small Boat), 6 × Silber (Damen 2000 m/200 m Small Boat, Open 2000 m/200 m/500 m Small Boat, Mixed 200 m)[6]
- Deutsche Langstrecken-Meisterschaft in Mülheim: 1 × Silber (Mixed 12 km)
- Deutsche Indoor-Meisterschaft in Minden: 1 × Gold, Deutscher Meister Mixed
- Das Hannover All Sports Team wird zur „Mannschaft des Jahres“ in Niedersachsen gewählt.[7]

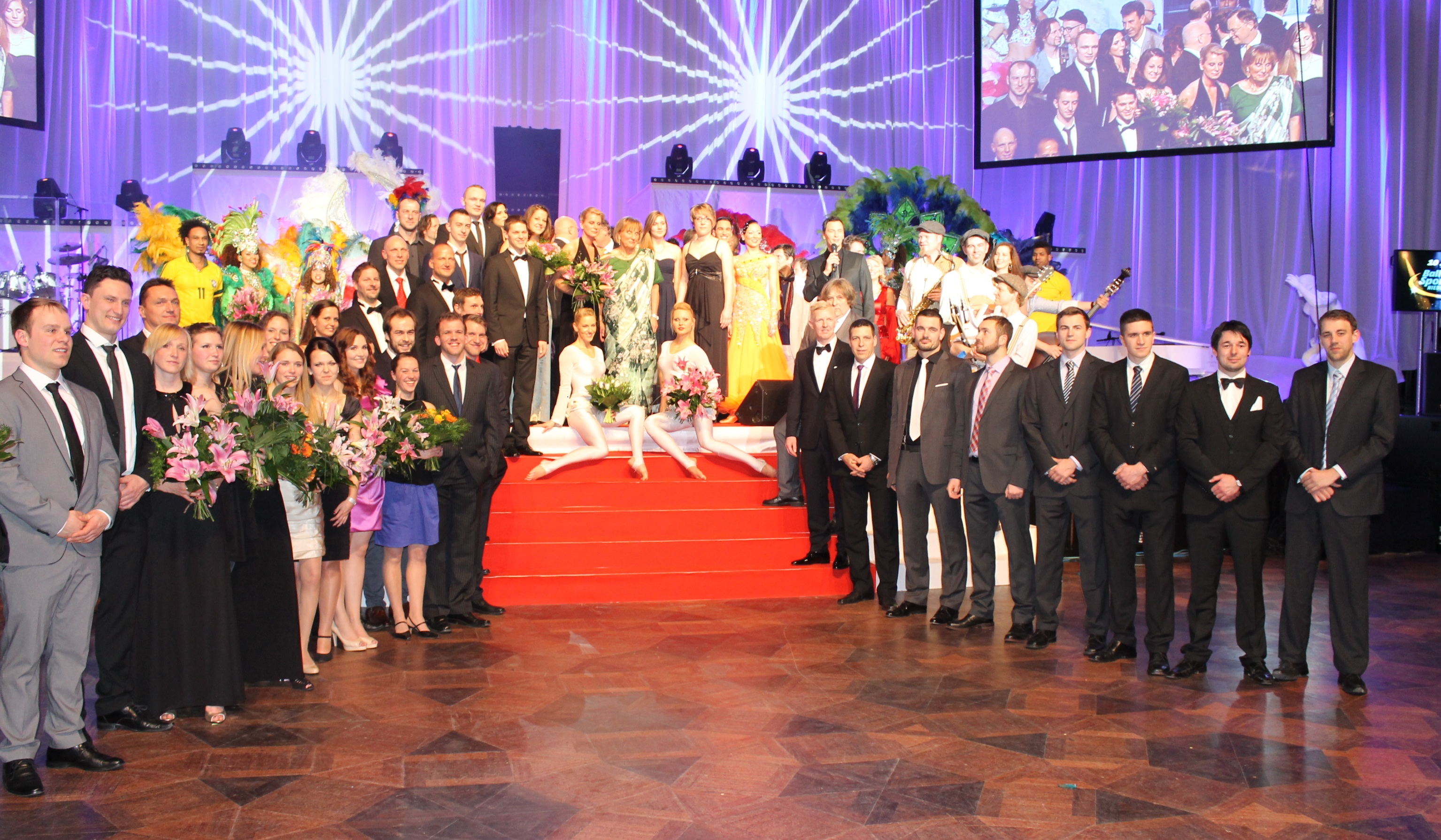
Ball des Sports 2014 im Kuppelsaal Hannover

- 3. Gemeinsame Deutsche Meisterschaft (DKV/DDV) in Schwerin: 6 × Deutscher Premium Meister (Mixed 2000 m, 500 m, Open 200 m, Damen Small Boat 500 m, Open Small Boat 500 m, 200 m), 3 × Silber (Mixed 200 m, Open 2000 m, Damen Small Boat 200 m), 1 × Bronze (Open 500 m)

2013
- Nominierung zur „Mannschaft des Jahres 2013“ in Niedersachsen[8]
- 2. Gemeinsame Deutsche Meisterschaft (DKV/DDV) in Duisburg: 10 × Deutscher Meister (Mixed 500 m, 200 m, Open 500 m, 200 m, Damen Small Boat 500 m, 200 m, Open Small Boat 500 m, 200 m, Master Open Small Boat 500 m, 200 m), 2 × Silber (Mixed 2000 m, Open 2000 m)[9]
- 8. offene Berliner Meisterschaften: 3 × Gold (Mixed 500 m, 1000 m, Open 1000 m), 3 × Silber (Open 100 m, 200 m, 500 m)
- EDBF – Club-Crew Europameisterschaft in Hamburg : 6 × Gold (Mixed 2000 m, 200 m, Open 200 m small boat, Women 200 m small boat, Open 500 m small boat, Women 500 m small boat), 1 × Silber (Mixed 500 m)
- Deutsche Langstrecken-Meisterschaft in Schierstein: 1 × Silber (Mixed 11 km)
- Deutsche Indoor-Meisterschaft in Minden: 1 × Gold, Deutscher Meister Mixed[10][11]

2012
- 1. Gemeinsame Deutsche Meisterschaft (DKV/DDV) in Hamburg/Allermöhe: 9 × Deutscher Meister (Mixed 2000 m, 500 m, 200 m, Open 500 m, 200 m, Damen Small Boat 500 m, 200 m, Open Small Boat 500 m, 200 m), 1 × Silber (Open 2000 m)
- Deutsche Indoor-Meisterschaft in Minden: 1 × Gold, Deutscher Meister Mixed[12]
- Deutsche Langstrecken-Meisterschaft in Rostock: 1 × Silber (Mixed 12 km)

2011
- Deutsche Meisterschaft (DKV) in Brandenburg: 7 × Deutscher Meister (Mixed 2000 m, 500 m, 200 m, Damen Small Boat 500 m, 200 m, Open Small Boat 500 m, 200 m), 2 × Silber (Open 500 m, 200 m)
- Weltmeisterschaft der Nationalteams in Tampa/USA (IDBF), mit Sportlern des All Sports Teams und als Nationaltrainer Denis Starke: 1 × Gold (Mixed Small Boat 500 m), 1 × Silber (Mixed 1000 m), 2 × Bronze (Mixed 500 m, 2000 m)
- Deutsche Meisterschaft in Bad Waldsee (DDV): 1 × Gold (Mixed 500 m), 2 × Bronze (Mixed 200 m, 2000 m)
- Deutsche Indoor-Meisterschaft in Minden: 1 × Bronze Mixed[13]
- Deutsche Langstrecken-Meisterschaft in Oberhausen: 1 × Gold (Mixed 21 km)

2010
- Europameisterschaft der Nationalteams in Amsterdam (EDBF), mit Sportlern des All Sports Teams und als Nationaltrainer Denis Starke: 1 × Gold (Mixed 200 m), 1 × Silber (Mixed 500 m), 1 × Bronze (Mixed 2000 m)
- Deutsche Meisterschaft in Mainz (DDV): 1 × Gold (Mixed 500 m), 1 × Silber (Mixed 200 m), 3 × Bronze (Mixed 2000 m; Open 500 m, 2000 m)
- Deutsche Indoor-Meisterschaft in Minden: 1 × Silber Mixed[14]

2009
- 2. Platz bei der Wahl zur Mannschaft des Jahres in Niedersachsen
- EDBF – Club-Crew Europameisterschaft in Budapest, Ungarn : 2 × Gold (Mixed 2000 m, 500 m), 1 × Bronze (Mixed 200 m)
- Weltmeisterschaft der IDBF (International Dragon Boat Federation) der Nationalteams in Prag mit Sportlern des All Sports Teams und als Nationaltrainer Denis Starke: 1 × Silber (Mixed 500 m), 1 × Bronze (Mixed 200 m)
- Deutsche Meisterschaft in Friedersdorf (DDV): 1 × Gold (Mixed 2000 m), 1 × Silber (Mixed 500 m)
- Deutsche Meisterschaft in München (DKV): 1 × Gold (Mixed 500 m), 2 × Silber (Mixed 200 m, 2000 m), 1 × Bronze (Open 200 m)

2008
- Euro – League Races Frankfurt: 1 × Gold (Mixed 1000 m), 1 × Silber (Mixed 5 × 250 m)[15]
- Deutsche Meisterschaft in Berlin-Grünau (DKV): 2 × Gold (Mixed 200 m, 500 m), 3 × Silber (Mixed 2000 m ; Open 2000 m, 500 m), 1 × Bronze (Open 200 m)
- Deutsche Meisterschaft in Werder (DDV): 1 × Gold (Mixed 2000 m), 2 × Silber (Mixed 200 m, 460 m)

2007
- ICF (Internationaler Kanuverband) – Club-Crew Weltmeisterschaft in Gérardmer/Frankreich: 2 × Silber (Mixed 200 m, 1000 m)
- DM (DKV) in München: 3 × Gold (Mixed 200 m, 500 m ; Open 200 m), 3 × Silber (Mixed 2000 m ; Open 500 m, 2000 m)

2006

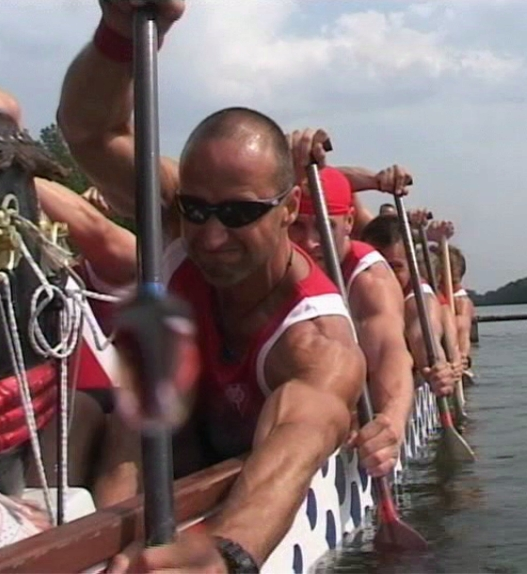
World Games 2005

- ICF – Club Crew EM in Poznań, Polen: 1 × Gold (Mixed 2000 m, inoffizielle Meisterschaft), 1 × Bronze (Mixed 200 m)
- DM (DKV) in Brandenburg: 1 × Deutscher Meister(Mixed 500 m), 1 × Silber (Mixed 200 m)

2005
- World Games (ICF) in Duisburg – All Sports Team ist die deutsche Nationalmannschaft: 1 × Bronze (Mixed 500 m)
- IDBF – WM in Berlin – All Sports Team ist die deutsche Nationalmannschaft: 2 × Bronze (Mixed 200 m, 2000 m)[16]
- ICF -Club-Crew WM in Schwerin: 1 × Silber (Mixed 250 m), 2 × Bronze (Mixed 500 m, 2000 m)
- DM (DKV) in Duisburg: 1 × Deutscher Meister (Open 200 m), 2 × Silber (Open 500 m, 1000 m), 3 × Bronze (Mixed 200 m, 500 m, 1000 m)

2004

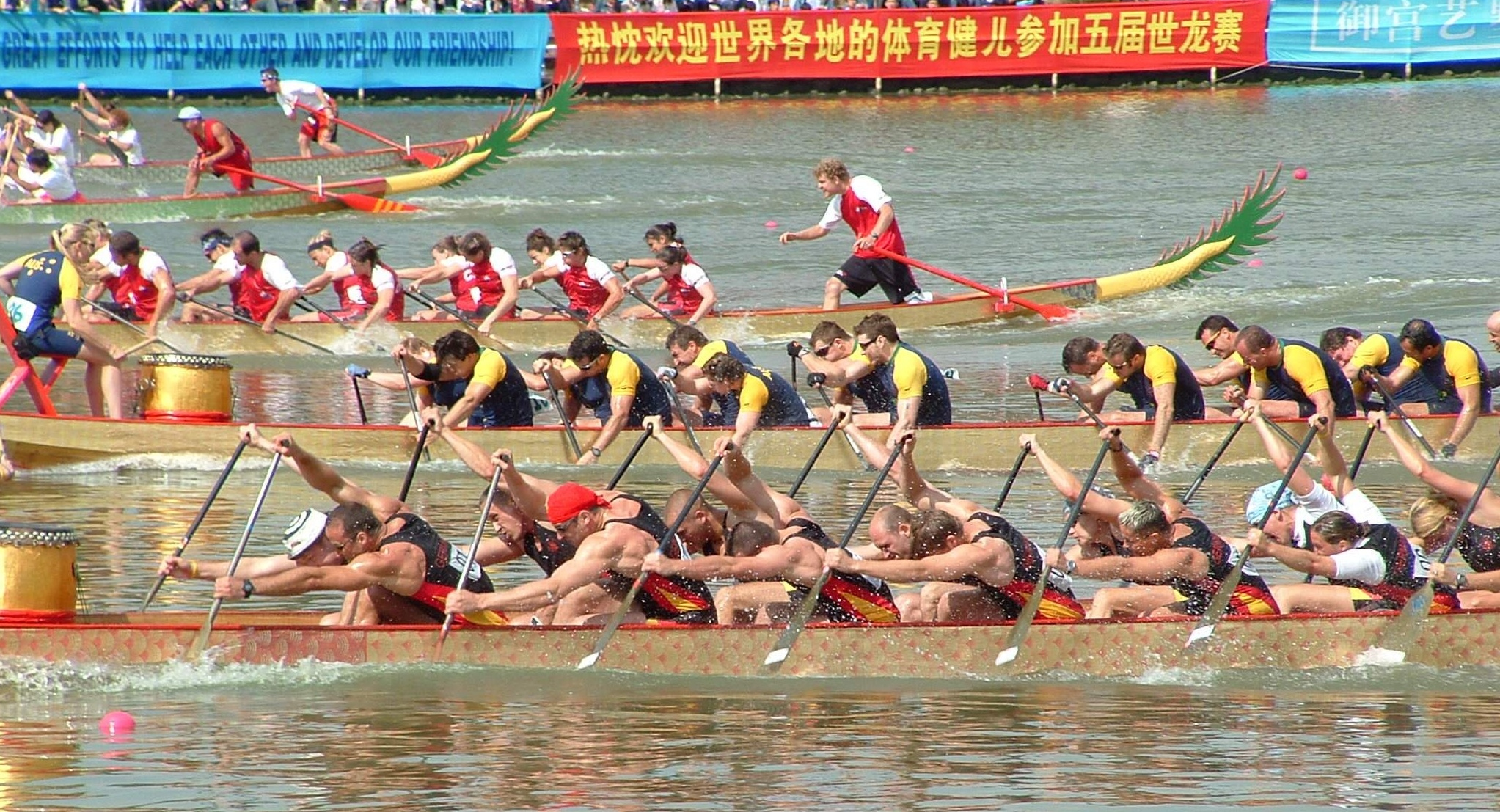
Shanghai 2004, All Sports Team gewinnt Silber

- IDBF – WM in Shanghai, China – All Sports Team ist die deutsche Nationalmannschaft: 1 × Silber, Vizeweltmeister (Mixed 200 m)[17]
- IDBF – Club-Crew WM in Kapstadt, Südafrika: 2 × 4. Platz (Mixed 200 m, 420 m)
- DM in Brandenburg (DKV): 3 × Deutscher Meister (Mixed 250 m, 500 m, Open 250 m), 1 × Silber (Mixed 1000 m), 2 × Bronze (Open 500 m, 1000 m)
- DM (DDV) in Schwerin: 3 × Deutscher Meister (Mixed 250 m, 500 m, 1000 m)

2003
- EDBF -Club Crew EM in Italien: 2 × Club Crew Europameister (Mixed 250 m, 500 m), 1 × Silber (Mixed 2000 m)
- DM (DDV) in Berlin: 2 × Deutscher Meister (Mixed 250 m, 1000 m), 1 × Silber (Mixed 500 m)

2002
- DM (DDV) in Schierstein: 2 × Silber (Mixed 250 m, 1000 m)
- Gewinn des DDV – Cups in der Mixed und Open Klasse

2001
- DM (DDV) in München, erste Teilnahme an einer DM: 1 × Silber (Mixed 1000 m), 1 × Bronze (Open 250 m)